# Jan Masman
Jan Willem Masman (Utrecht, 11 augustus 1929 – Assen, 11 september 2009) was een Nederlands politicus en voetbalbestuurder. Hij was namens de Partij van de Arbeid (PvdA) lid van de Tweede Kamer der Staten-Generaal en vervolgens burgemeester van Assen. Verder was hij voorzitter van de voetbalclub FC Twente en vicevoorzitter van de sectie betaald voetbal van de KNVB.

## Levensloop
Masman werd geboren als zoon van A.L. Masman en Catharina Bloemzaad. Zijn vader was chef accountantsdienst bij de Nederlandse Spoorwegen. Hij studeerde tot april 1954 rechten aan de Rijksuniversiteit Utrecht, en specialiseerde zich in Indisch recht. Vervolgens werd hij administrateur van de Provinciale Griffie te Utrecht, en vanaf april 1956 medewerker van de Stichting voor Maatschappelijk Werk in de Provincie Utrecht. Daarnaast was hij vanaf 1958 lid van de gemeenteraad van Utrecht. In april 1961 werd Masman medewerker van de Wiardi Beckman Stichting, en van juli 1965 tot februari 1967 was hij stafdocent aan de Sociale Academie De Horst te Driebergen. In 1967 kwam hij tussentijds in de Tweede Kamer. Masman was woordvoerder op onderwijsgebied namens de fractie van de PvdA en enige tijd voorzitter van de commissie voor onderwijs.
Masman was bestuurslid van FC Twente en volgde in juni 1973 de overleden Cor Hilbrink op als voorzitter van deze club. Twente speelde ten tijde van het bewind van Masman in 1975 in de finale van de UEFA Cup. In 1974 werd de ploeg tweede in de Eredivisie.
In januari 1977 volgde Masman Gerrit Grolleman op als burgemeester van Assen. Tegelijkertijd legde hij het voorzitterschap van FC Twente neer en verliet hij de Tweede Kamer. Hij bleef burgemeester tot 1 november 1990. Ondertussen vervulde hij diverse bestuursfuncties bij de KNVB en was hij voorzitter van de Stichting De Nationale Sporttotalisator, verantwoordelijk voor onder andere de Lotto en de Toto. Vanaf 1989 was Masman vicevoorzitter van de sectie betaald voetbal van de KNVB. Van 1995 tot 2003 was hij voorzitter van de Raad van Toezicht en Advies van FC Groningen.
Masman overleed op tachtigjarige leeftijd in zijn woonplaats Assen.